# オストアルプ郡
オストアルプ郡（オストアルプぐん、ドイツ語: Ostalbkreis, ドイツ語発音: [ˈɔst|alpkra‿is]）は、ドイツ連邦共和国バーデン＝ヴュルテンベルク州シュトゥットガルト行政管区の郡である。この郡はオルテナウ郡、ラーヴェンスブルク郡に次いで同州で3番目に広い州である。本郡は、ハイデンハイム郡とともにシュトゥットガルト行政管区内でオストヴュッテンベルク地方を形成している。郡庁所在地はアーレンであり、2番目に大きな都市はシュヴェービッシュ・グミュントである。

## 地理

### 位置
オストアルプ郡は、その主要部はシュヴァーベンジュラ山脈およびシュヴェービッシュ＝フレンキッシャー・ヴァルトに属すヴェルツハイムの森東部から構成されるが、郡北部にはエルヴァンガー山地を含む。郡の南部をレムス川が西に向かって流れ、レムスエック・アム・ネッカー付近でネッカー川に合流する。郡東部をネッカー川の2本の支流ヤクスト川とコッハー川が、初めは北向きに、その後西に進路を変えて流れている。郡の東端はネルトリンガー・リースに達する。3本の川沿いに3つの中心都市アーレン、シュヴェービッシュ・グミュント、エルヴァンゲン（ヤクスト）が位置している。
郡内の最高地点はカルテン・フェルトの登山小屋フランツ＝ケラー＝ハウス付近の781mの地点、最低地点はレムス川が郡域から離れるロルヒ＝ヴァルトハウゼン付近の277mの地点である。

### 隣接する郡
オストアルプ郡は、北から時計回りに、シュヴェービッシュ・ハル郡（バーデン＝ヴュルテンベルク州）、アンスバッハ郡とドナウ＝リース郡（ともにバイエルン州）、ハイデンハイム郡、ゲッピンゲン郡、レムス＝ムル郡（以上、バーデン＝ヴュルテンベルク州）と境を接している。

### 土地利用
| 土地利用種別面積 | 農業用地 | 森林   | 宅地、空地 | 産業用地 | 交通用地 | 水域  | レジャー用地 | その他 |
| ---------------- | -------- | ------ | ---------- | -------- | -------- | ----- | ------------ | ------ |
| 面積（km2）      | 705.61   | 593.73 | 107.23     | 2.58     | 76.39    | 11.72 | 9.75         | 4.56   |
| 占有率           | 46.7 %   | 39.3 % | 7.1 %      | 0.2 %    | 5.1 %    | 0.8 % | 0.6 %        | 0.3 %  |

2015年12月31日現在の州統計局のデータによる。

## 歴史
オストアルプ郡は、1973年1月1日の郡の再編により成立した。かつてのアーレン郡と、シュヴェービッシュ・グミュンント郡の大部分とが新たにオストアルプ郡として統合された。クライルスハイム郡からレーヒェンベルクとシュティムプファッハ、バックナング郡からクシュヴェントがこれに加わった。郡庁所在地はアーレンとされた。旧アーレン郡とシュヴェービッシュ・グミュンント郡はともに、1803年のヴュルテンベルクへの移管後に成立した同名のヴュルテンベルクのオーバーアムトに由来し、1938年からアーレン郡およびシュヴェービッシュ・グミュンント郡に組織変更がなされた。この時アーレン郡は、アーレン、エルヴァンゲン、ネーレスハイムの3つのオーバーアムトを包含し、シュヴェービッシュ・グミュンント郡は、オーバーアムト・シュヴェービッシュ・グミュンントとオーバーアムト・ガイルドルフおよびオーバーアムト・ヴェルツハイムのそれぞれ一部を包含することとなった。
1975年1月1日、レーヒェンベルクを加えて拡大したシュティムプファッハがシュヴェービッシュ・ハル郡に移管された。1977年1月1日には、レムス＝ムル郡との間で、小さな郡域交換がなされた。
市町村再編の結果、オストアルプ郡は 42市町村からなる。このうち 9自治体が「市」ドイツ語: Stadt であり、さらにそのうち 3市（アーレン、エルヴァンゲン（ヤクスト）、シュヴェービッシュ・グミュント）が「大規模郡都市」（ドイツ語: Große Kreisstadt） である。最大の自治体はアーレン、最小の自治体はオーバーグレーニンゲンである。

## 住民

### 人口推移
以下に示す人口は、人口調査結果 (1) またはバーデン＝ヴュルテンベルク州統計局の研究結果である。数値は本郡を主要な居住地とする住民のみの数である。
| 日付           | 人口（人） |
| -------------- | ---------- |
| 1973年12月31日 | 274,804    |
| 1975年12月31日 | 272,353    |
| 1980年12月31日 | 275,793    |
| 1985年12月31日 | 276,524    |
| 1987年5月25日1 | 279,572    |

| 日付           | 人口（人） |
| -------------- | ---------- |
| 1990年12月31日 | 294,146    |
| 1995年12月31日 | 311,110    |
| 2000年12月31日 | 314,198    |
| 2005年12月31日 | 316,760    |
| 2010年12月31日 | 310,733    |
| 2015年12月31日 | 312,650    |

## 行政
本郡は、郡議会と郡長によって運営されている。

### 郡議会
郡議会は郡内の有権者による 5年ごとの選挙で選出される。2014年と2019年の選挙結果を以下の表に示す。
| 政党   | 政党                     | 2019年選挙結果 | 2019年選挙結果 | 2014年選挙結果 | 2014年選挙結果 |
| 政党   | 政党                     | 得票率 %       | 議席数         | 得票率 %       | 議席数         |
| ------ | ------------------------ | -------------- | -------------- | -------------- | -------------- |
| CDU    | ドイツキリスト教民主同盟 | 36.0           | 26             | 44.0           | 31             |
| GRÜNE  | 同盟90/緑の党            | 17.7           | 13             | 10.7           | 8              |
| SPD    | ドイツ社会民主党         | 15.6           | 12             | 19.6           | 14             |
| FDP    | 自由民主党               | 3.2            | 2              | 2.3            | 2              |
| AfD    | ドイツのための選択肢     | 6.5            | 5              | 1.8            | 1              |
| LINKE  | 左翼党                   | 3.7            | 3              | 2.5            | 2              |
| FW     | Freie Wähler Ostalbkreis | 17.3           | 12             | 19.1           | 13             |
|        | その他                   | -              | -              | 0.1            | 0              |
| 計     | 計                       | 100.0          | 73             | 100.0          | 71             |
| 投票率 | 投票率                   | 58.8 %         | 58.8 %         | 48.3 %         | 48.3 %         |

### 郡長
郡長（ドイツ語: Landrat）は郡議会により8年ごとに選出される。郡長は、郡の代表者であると同時に、郡議会およびその委員会の議長である。彼は郡役場と郡の官吏を指導する。郡議会や委員会の招集もその職責の一つである。彼は議会を招集・先導し、そこでの決定事項を実現する。委員会では、郡長には投票権が与えられていない。その代行者が首席郡官僚（ドイツ語: Erste Landesbeamte）である。
1973年以降の郡長を列記する:
- 1973年 - 1980年: グスタフ・ヴァプロ（CDU）
- 1980年 - 1996年: ディートヘルム・ヴィンター (CDU)
- 1996年 - 2020年: クラウス・パーヴェル（CDU）
- 2020年 - : ヨアヒム・ブレーゼ (CDU)

### 紋章
図柄: 金地に赤い縦帯。縦帯の中に金の修道院長杖。向かって左に黒い獅子、向かって右に黒い鷲が赤帯に沿って描かれている。この紋章は1975年11月5日に認可された。
解説: シュタウフェンの獅子は、郡域の一部が属していたホーエンシュタウフェン家の家領を表している。向かって右に帝国鷲を配することで、いくつかの都市（アーレン、シュヴェービッシュ・グミュント、ボプフィンゲン）が帝国都市であったことを示している。修道院長杖は、かつての聖界領（エルヴァンゲン修道院長領主、修道院ネーレスハイムなど）を意味している。

### 姉妹領域
- ラヴェンナ県（イタリア、エミリア＝ロマーニャ州）1992年

## 経済と社会資本

### 交通
公共旅客近郊交通については、2007年12月9日から、郡内のバス会社および旅客鉄道が加盟したオストアルプモビール交通連合がある。

#### 鉄道
郡内の2つの大きな駅、アーレン駅とシュヴェービッシュ・グミュント駅は、1861年にヴュルテンベルク邦有鉄道によって建設されたシュトゥットガルト＝バート・カンシュタット - アーレン線（レムス鉄道とも呼ばれる）沿いにある。この路線は1863年にバイエルンのネルトリンゲンまで延長された。この延長された区間は現在リース鉄道と呼ばれている。
ブレンツ鉄道南北線アーレン - ハイデンハイム - ウルムは1864年に開通し、1866年にゴルツヘーフェで分岐してクライルスハイムへ向かうオベーレ・ヤクスト鉄道が開業した。
ヘルツフェルトのアルプ高原は、1901年にバーデン地方鉄道会社のヘルツフェルト鉄道によって結ばれた。この鉄道は、アーレンからネーレスハイムに至り、さらにドナウタールに入ってディリンゲンに向かう。
これらの鉄道は、アーレン中央駅に集散する。
ホーエンシュタウフェン鉄道は、1912年からグミュントとゲッピンゲンとを結んでいる。ホイバッハは、1920年にホイバッハ鉄道を介してウンターベービンゲンで本線に接続した。
コッハータールのウンターグレーニンゲンは1903年から、ガイルドルフとを結ぶコッハータール鉄道の終点であった。この鉄道はヴュルテンベルク鉄道会社によって建設され、廃線まで同社が運営した。
最大151kmに達した鉄道網のうち、2017年現在本線の105kmが残っている。支線（46km）は廃止された。
- 1972年：ウンターベービンゲン - ホイバッハ（4km）
- 1972年：アーレン - ネーレスハイム（- ディリンゲン）（30km）
- 1984年：シュヴェービッシュ・グミュント - ライトプレヒツ（- ゲッピンゲン）（11km）
- 2000年：ガイルドルフ・ヴェスト - ウンターグレーニンゲン（11km）

2014年現在オストアルプ郡内にある引き込み線を有するのは、エッシンゲンでレムス鉄道に接続するショルツ社と、ウンターコッヘンでブレンツ鉄道に接続するパルム製紙会社および Munksjö 製紙である。

#### 道路
郡域東部を南北に連邦アウトバーン 7号線（ウルム - ヴュルツブルク）が通っている。そのフォイヒトヴァンゲン - ハイデンハイム区間は1987年に開通した。さらに連邦道 B29号線（シュトゥットガルト - アーレン）や B19号線（ウルム - シュヴェービッシュ・ハル）をはじめ、多くの連邦道、州道、郡道が郡内を結んでいる。

#### 郡内の機関
オストアルプ郡は、以下の職業学校の運営者である。
- アーレン技術学校（情報工学部、工学部、造形およびメディア工学部）
- アーレン商業学校
- ユストゥス＝フォン＝リービヒ＝シューレ・アーレン（家政学および農業学校、バイオテクノロジー・ギムナジウムおよび栄養学ギムナジウムを含む）
- エルヴァンゲン郡立職業学校センター（営業、商業、家政学学校）
- シュヴェービッシュ・グミュント営業学校
- シュヴェービッシュ・グミュント商業学校
- アグネス＝フォン＝ホーエンシュタウフェン＝シューレ・シュヴェービッシュ・グミュント（家政学学校）

さらに以下の特別学校がある:
- クロスターベルクシューレ・シュヴェービッシュ・グミュント（精神障害・身体障害者のための幼稚園付きの学校）
- コンラート＝ビーザルスキ＝シューレ・ヴェルト（民間が運営する身体障害者および重度身体障害者のための寄宿舎・幼稚園付きの学校）
- ヤクストタールシューレ・ヴェストハウゼン（精神障害者のための幼稚園付き学校）
- シュロス＝シューレ・ヴァッサーアルフィンゲン（言語障害者のための幼稚園付き学校）
- アーレンの長期入院患者のための学校
- ハイデシューレ・ムルトランゲン（言語障害者のための学校）

オストアルプ郡は、オストアルプ＝クリニークム・アーレンの運営者である。この病院は私企業の形で組織されており、クリニーク・アム・イプフ・ボップフィンゲンもこれに属している。さらに、ムートランゲンのシュタウファークリニークム・シュヴェービッシュ・グミュントおよびザンクト＝アンナ＝ヴィルングルント＝クリニークム・エルヴァンゲンがオストアルプ郡の私企業として運営されている。
カトリック教会は、郡内にある身体障害者、要介護者、および失業者のための施設シュティフトゥング・ハウス・リンデンホーフの運営者である。その本部は、シュヴェービッシュ・グミュントの同名の建物内にある。

## 市町村
| 市 - アーレン（Aalen, 大規模郡都市 69,147） - ボプフィンゲン（Bopfingen 11,696） - エルヴァンゲン（ヤクスト）（Ellwangen (Jagst), 大規模郡都市 25,372） - ホイバッハ（Heubach 10,105） - ラウフハイム（Lauchheim 4,905） - ロルヒ（Lorch 11,032） - ネーレスハイム（Neresheim 8,049） - オーバーコッヘン（Oberkochen 8,055） - シュヴェービッシュ・グミュント（Schwäbisch Gmünd, 大規模郡都市 62,726） | 町村 - アプツグミュント（Abtsgmünd 7,624） - アーデルマンスフェルデン（Adelmannsfelden 1,727） - バルトロメ（Bartholomä 2,062） - ベービンゲン・アン・デア・レムス（Böbingen an der Rems 4,671） - ドゥルランゲン（Durlangen 2,806） - エレンベルク（Ellenberg 1,862） - エシャッハ（Eschach 1,938） - エッシンゲン（Essingen 6,516） - ゲッギンゲン（Göggingen 2,573） - クシュヴェント（Gschwend 4,896） - ホイヒリンゲン（Heuchlingen 1,851） - ヒュットリンゲン（Hüttlingen 6,218） - イギンゲン（Iggingen 2,680） - ヤクストツェル（Jagstzell 2,375） - キルヒハイム・アム・リース（Kirchheim am Ries 1,842） - ラインツェル（Leinzell 2,055） - メグリンゲン（Mögglingen 4,336） - ムートランゲン（Mutlangen 6,845） - ノイラー（Neuler 3,271） - オーバーグレーニンゲン（Obergröningen 439） - ライナウ（Rainau 3,469） - リースビュルク（Riesbürg 2,272） - ローゼンベルク（Rosenberg 2,629） - ルッパーツホーフェン（Ruppertshofen 1,963） - シェヒンゲン（Schechingen 2,243） - シュプライトバッハ（Spraitbach 3,372） - シュテットレン（Stödtlen 1,859） - テーファーロート（Täferrot 1,019） - タンハウゼン（Tannhausen 1,851） - ウンターシュナイトハイム（Unterschneidheim 5,016） - ヴァルトシュテッテン（Waldstetten 7,271） - ヴェストハウゼン（Westhausen 6,249） - ヴェルト（Wört 1,549） |

かっこ内の数値は、2023年12月31日現在の人口である。
行政共同体と自治体行政連合
- アーレン行政共同体：アーレン、エッシンゲン、ヒュットリンゲン
- ボプフィンゲン行政共同体：ボプフィンゲン、キルヒハイム・アム・リース、リースビュルク
- エルヴェンゲン（ヤクスト）行政共同体：エルヴァンゲン（ヤクスト）、アーデルマンスフェルデン、エレンベルク、ヤクストツェル、ノイラー、ライナウ、ローゼンベルク、ヴェルト
- カプフェンブルク自治体行政連合：ラウフハイム、ヴェストハウゼン
- ラインタール＝フリッケンホーファー・ヘーエ自治体行政連合：エシャッハ、ゲッギンゲン、イギンゲン、ラインツェル、オーバーグレーニンゲン、シェヒンゲン
- ローゼンシュタイン自治体行政連合：ホイバッハ、バルトロメ、ベービンゲン・アム・レムス、ホイヒリンゲン、メグリンゲン
- シュヴェービッシュ・グミュント行政共同体：シュヴェービッシュ・グミュント、ヴァルトシュテッテン
- シュヴェービッシャー・ヴァルト自治体行政連合：ドゥルランゲン、ムートランゲン、ルッパーツホーフェン、シュプライトバッハ、テーファーロート
- タンハウゼン自治体行政連合：シュテットレン、タンハウゼン、ウンターシュナイトハイム

## 人物
- エルヴィン・ロンメル（1891 - 1944）- ドイツの陸軍軍人
- ゲオルク・エルザー（1903 - 1945）- 反ナチス運動家
- グドルン・エンスリン（1940 - 1977）- ドイツ赤軍の創設者
- アンドレアス・ベック（1987年生） - プロサッカー選手
- パトリック・フンク（1990年生）- サッカー選手

## 訳注
1. ↑  ドイツでは「シュヴェービッシェ・アルプ」（シュヴァーベンのアルプス）と呼ばれる。オストアルプ郡という名称はこの山地に由来する。